# وهل
وهل (به هلندی: Wehl) یک منطقهٔ مسکونی در هلند است که در دوتینخم واقع شده‌است. وهل ۲۳٫۵۷ کیلومتر مربع مساحت و ۶٬۸۷۶ نفر جمعیت دارد.